# Humberto Donoso
Humberto Donoso (9 de outubro de 1938 - 4 de maio de 2000) foi um futebolista chileno. Ele competiu na Copa do Mundo FIFA de 1966, sediada na Inglaterra.